# Sosistrato di Agrigento
Sosistrato, in greco Σωσίστρατος (... – dopo il 276 a.C.), fu tiranno di Siracusa dal 279 al 277 a.C. e governò su altre trenta città siciliane tra cui Agrigento.

## Biografia
Era nipote di Sosistrato, il capo dell'oligarchia siracusana tra le tirannidi di Timoleonte e Agatocle.
In seguito all'esilio di Iceta, Tinione ascese al governo della città aretusea. Ben presto fu affiancato da Sosistrato, con cui in un primo momento spartì il potere pacificamente. Entrambi contavano su un esercito di mercenari che li seguì quando la loro alleanza si ruppe. Iniziò una guerra civile che divise la città tra Ortigia (in mano a Tinione) e la terraferma (in mano a Sosistrato). Sosistrato, forte di un plotone di 10.000 uomini, probabilmente sconfisse Tinione e ampliò così il suo governo su Siracusa, su Agrigento e su un'altra trentina di città.
Approfittando della guerra civile, i Cartaginesi si inserirono nella contesa assediando Siracusa da terra e da mare. La situazione si fece così critica che le due fazioni chiesero l'aiuto di Pirro, re dell'Epiro, a cui consegnarono la città e l'esercito, garantendogli anche l'aiuto delle altre città siciliane. Sosistrato riconquistò anche Agrigento, caduta in mano di Cartagine.
Riappacificatosi con Tinione, fu nominato da Pirro Comandante dei contingenti mercenari contro Cartagine ma contrario poi al proseguimento della guerra e ai gravosi costi in vista di una eventuale spedizione in africa, si ribellò contro Pirro. Condannato a morte riuscì a fuggire da Siracusa, mettendosi a capo di una vasta rivolta grazie all'appoggio dei Cartaginesi e dei Mamertini.